# A Year Without Rain (chanson)
Pour l'album, voir A Year Without Rain.
Singles de Selena Gomez & the Scene
Round and Round
(2010) Who Says
(2011)
A Year Without Rain est un single écrit et chanté par le groupe américain Selena Gomez and the Scene. Il a été écrit par Lindy Robbins et Toby Gad, Toby l'a aussi produit. Le single est sorti le 7 septembre 2010 et est le deuxième single du second opus du groupe après Round and Round. Selena a tenu à nommer son deuxième album comme ça, car elle voulait que toutes les chansons tournent autour de ce thème. Sur le plan musical, la chanson est un mélange de disco, d'electropop et de dance-pop.
Les critiques ont donné des critiques positives sur la chanson, en complimentant le style musical et la maturité qu'on perçoit au niveau de la voix de Selena. A Year Without Rain est devenu le troisième single du groupe qui est arrivé dans le Top 40 aux États-Unis et au Canada.  Le clip vidéo qui met en scène le single a été réalisé par Chris Dooley et a été filmé en Californie.

## Composition
En août 2010, une démo de la chanson, chanté par Selin Alexa a été mise en ligne. Becky Bain de "Idolator" a appelé la chanson "mature et en sonorités dance" et a trouvé que ce serait parfait dans un album de Sophie Ellis-Bextor. Lors d'une interview sur MTV News, Selena Gomez a déclaré que c'était la première chanson qu'elle a enregistré pour l'opus. Elle a aussi expliqué pourquoi elle a appelé cet album comme ça : « Pour moi cette chanson a beaucoup de sens et c'est l'esprit que je voulais pour toutes les autres chansons ». Une version espagnole "Un Año Sin Lluvia" est sortie le 26 octobre 2010 sur iTunes.

## Formats et liste des pistes
- CD single[réf. souhaitée]

1. A Year Without Rain – 3:54
2. A Year Without Rain (Starlab Radio Edit) – 3:41

- Téléchargement digital[réf. souhaitée]

1. A Year Without Rain – 3:55

## Crédits et personnels
| - Chant: Selena Gomez | - Production: Lindy Robbins, Benjamin Dherbecourt, Toby Gad |

Crédits extraits du livret de l'album A Year Without Rain, Hollywood Records.

## Classement hebdomadaire
| Classement (2010-2011)          | Meilleure position |
| ------------------------------- | ------------------ |
| Allemagne (Media Control AG)    | 56                 |
| Australie                       | 78                 |
| Belgique (Flandre Ultratip 100) | 3                  |
| Canada (Hot 100)                | 30                 |
| États-Unis (Hot 100)            | 35                 |
| États-Unis (Dance Club Songs)   | 1                  |
| Royaume-Uni (UK Singles Chart)  | 78                 |
| Slovaquie (IFPI Rádio)          | 41                 |

### Certifications
| Pays       | Certifications |
| ---------- | -------------- |
| États-Unis | 2 × Platine    |

### Classement annuel
| Classement (2011)                 | Position |
| --------------------------------- | -------- |
| États-Unis (Hot Dance Club Songs) | 35       |